# نيو فوريست الغربية (دائرة انتخابية في المملكة المتحدة)
نيو فوريست الغربية (بالإنجليزية: New Forest West)‏ هي إحدى الدوائر الانتخابية في المملكة المتحدة الممثلة في مجلس العموم في برلمان المملكة المتحدة.
عضو البرلمان الذي يمثلها حالياً هو :Mr Desmond Swayne (Con).